# Riviera (Szwajcaria)
Riviera − miejscowość i gmina (comune) w południowej Szwajcarii, w kantonie Ticino, siedziba administracyjna okręgu (distretto) Riviera, w powiecie (circolo) Riviera. Leży nad rzeką Ticino. 2 kwietnia 2017 do gminy przyłączono gminy Cresciano, Iragna, Lodrino i Osogna.

## Demografia
W Rivierze mieszka 4188 osób.  

## Transport
Przez teren gminy przebiegają autostrada A2 oraz drogi główne nr 2 i nr 408.
na terenie gminy znajduje się lotnisko Lodrino.